# Polizeiruf 110: Der Ort, von dem die Wolken kommen
Der Ort, von dem die Wolken kommen ist ein Fernsehfilm aus der Krimireihe Polizeiruf 110. Der vom Bayerischen Rundfunk produzierte Beitrag ist die 379. Episode des Polizeiruf 110 und wurde am 15. September 2019 im Ersten ausgestrahlt. Es ist der erste Fall der Ermittlerin Elisabeth Eyckhoff, die Matthias Brandt (alias Hanns von Meuffels) als Ermittlerin nachfolgt.

## Handlung
Polizeioberkommissarin Elisabeth „Bessie“ Eyckhoff ermittelt in ihrem ersten Fall die Herkunft des verwahrlosten Jungen Polou. Der etwa 14–15-Jährige hat Wunden und Hornhaut am Gesäß – Hinweise auf Misshandlungen und einen Aufenthalt als Gefangener. Eyckhoff bewacht ihn mit ihrem Team auf einer geräumten Station im Krankenhaus und gewinnt langsam sein Vertrauen.
Während Polou versorgt wird, ist eine Frau in Pelzkleidung – wie sich später zeigt, Polous Mutter – auf der Suche nach ihm. Sie findet heraus, dass ihr Sohn mit einem Fernlinienbus in München angekommen ist und von Eyckhoffs Team betreut wird. Sie macht sich an Eyckhoffs Kollegen heran und verbringt, wie dieser später gesteht, mit ihm eine Nacht. Durch Unterlagen über Polous Fall, die dieser zu Hause hat, erfährt sie Polous Aufenthaltsort in der Klinik. Trotz der Sicherung durch einen ständig anwesenden Polizisten verschafft sie sich Zutritt zu der Krankenstation und versucht, den Jungen zu entführen. Nach einem Schusswechsel mit Eyckhoff flieht sie. Wie sich später herausstellt, hatte sie bereits den Busfahrer des Fernbusses erschossen, mit dem Polou geflohen war.
Polou spricht sehr unverständlich und macht keine nachvollziehbaren Aussagen zu seiner Herkunft oder Situation. Zeichnungen, die er anfertigt, sind schwer zu entschlüsseln. Eine Psychologin weist darauf hin, dass es mittels Hypnose eventuell möglich wäre, tiefere Erkenntnisse über Polous Schicksal zu gewinnen. Für Eyckhoff erscheint das dringend, weil es Anzeichen gibt, dass es noch weitere Kinder in einer ähnlichen Kerkersituation gibt. Allerdings spricht sich die Vertreterin des Jugendamtes strikt gegen Hypnose aus; sie droht sogar damit, Eyckhoff wieder in den Streifendienst zurück versetzen zu lassen. Eyckhoff ermittelt daraufhin gegen die Beamtin und erpresst sie mit der Erkenntnis über eine außereheliche Beziehung dazu, ihre Einwilligung zur Hypnose zu geben.
In mehreren Sitzungen, in denen zunächst nur Polou, dann auch Eyckhoff hypnotisiert werden, begleitet die Polizistin den Jungen und erfährt so Hinweise auf den Ort seiner Gefangenschaft, die Villa eines deutschen Waffenhändlers in der Schweiz. In Hypnose sucht Eyckhoff zusammen mit ihrem Kollegen und Halbbruder Cem Halac die Villa auf und verschafft sich Zutritt. Polous abstrakte Zeichnungen ergeben jetzt Sinn: es sind Motive aus seiner Gefangenschaft. Der Filmtitel Der Ort, von dem die Wolken kommen erklärt sich durch ein von Polou gezeichnetes, teilweise verklebtes Fenster in der Villa. Eyckhoff trifft in der Villa drei weitere, stark vernachlässigte Kinder an, darunter Polous älteren Bruder, der diesen in den Fernlinienbus gesetzt hatte. Als der Waffenhändler plötzlich aus dem Dunkel tritt, erkennt Eyckhoff in ihm ihren Vater, mit dem sie offenbar auch eine traumatisierende Kindheit verbindet. Sie händigt ihm – immer noch unter Hypnose – verstört ihre Dienstwaffe aus. Ihr Halbbruder Cem sollte im Auto auf sie warten, wird  aber von Polous Mutter erschossen.
Hier brechen ihre Visionen ab und Eyckhoff erwacht aus der Hypnose. Noch immer irritiert, alles nur im Hypnosezustand erlebt zu haben, erfährt sie, dass die Schweizer Polizei bei der Erstürmung der Villa zwei Kinder retten konnte. Polous älterer Bruder war bereits seit einigen Tagen tot. Nur durch Eyckhoffs hypnotische Arbeit ist es den Schweizer Kollegen möglich gewesen, die Villa schnell genug zu finden. Sie können die beiden Kinder in Sicherheit bringen, bevor sich der Waffenhändler kurz nach dem Eindringen der Polizei mit einem Sprengsatz selbst tötet. Es wird klar, dass Polous Großvater gleichzeitig sein Vater (und auch der anderen drei Kinder) war.
Polou erleidet in der Hypnose einen Schlaganfall, fällt ins Koma und wird auf der Intensivstation behandelt. Obwohl er blinzelt, bleibt es offen, ob er aus dem Koma wieder erwachen wird. Polous Mutter erschießt sich, als sie in den Radionachrichten von der Erstürmung der Villa erfährt.

## Hintergrund
Der Film wurde vom 26. Februar bis zum 28. März 2019 in München und Umgebung gedreht. Premiere war am 24. August 2019 im Rahmen des Festivals des deutschen Films.

## Rezeption

### Kritiken
„Aber es ist der erste Film mit Verena Altenberger, da werden die langen Linien erst angelegt, und vieles soll sich noch entwickeln. […] Jedenfalls weckt der erste Film die Neugier, dabei zuzusehen, was aus dieser Ermittlerin wird, die erfreulicherweise so gar nicht infiziert ist von der Gegenwartserkrankung namens Zynismus. Da geht noch was. Und das gehört ja auch zum Konzept der experimentierfreudigen Entwickler des Münchner Polizeirufs: Geduld zu haben mit den eigenen Leuten.“

### Einschaltquoten
Die Erstausstrahlung von Der Ort, von dem die Wolken kommen am 15. September 2019 wurde in Deutschland insgesamt von 5,93 Millionen Zuschauern gesehen und erreichte einen Marktanteil von 18,7 Prozent für Das Erste.